# Plagiarism
Plagiarism è il diciassettesimo album in studio del gruppo musicale statunitense Sparks, pubblicato nel 1997.

## Tracce
Testi e musiche di Ron Mael e Russell Mael; eccetto dove indicato.
1. Pulling Rabbits Out of a Hat – 3:36
2. This Town Ain't Big Enough for Both of Us – 4:03 (Ron Mael)
3. No 1 Song in Heaven (Part Two) – 4:06 (Ron Mael, Russell Mael, Giorgio Moroder)
4. Funny Face – 5:11
5. When Do I Get to Sing 'My Way' – 5:44
6. Angst in My Pants – 5:19
7. Change – 5:26
8. Popularity – 4:21
9. Something for the Girl with Everything – 2:52 (Ron Mael)
10. This Town Ain't Big Enough for Both of Us (con Faith No More) – 3:00 (Ron Mael)
11. Beat the Clock – 4:30
12. Big Brass Ring – 4:20
13. Amateur Hour (con Erasure) – 3:35 (Ron Mael)
14. Propaganda – 2:35 (Ron Mael)
15. When I'm with You – 4:06
16. Something for the Girl with Everything (con Faith No More) – 3:15 (Ron Mael)
17. Orchestral Collage – 0:24 (Ron Mael, Russell Mael, Giorgio Moroder)
18. The Number One Song in Heaven (con Jimmy Somerville) – 5:19 (Ron Mael, Russell Mael, Giorgio Moroder)
19. Never Turn Your Back on Mother Earth – 2:35 (Ron Mael)